# ديسكورد
ديسكورد (بالإنجليزية: Discord)‏ هو برنامج تواصل اجتماعي مجاني صُمم خصيصًا لمجتمع الألعاب، ويضم أيضًا مجتمعات ذات اهتمامات أخرى. ويوفر الاتصالات النصية والفيديو والصوتية بين المستخدمين في قناة الدردشة. يعمل الديسكورد على نظام مايكروسوفت ويندوز وماك أو اس واندرويد ولينكس وآيفون (iOS) وأيضًا في متصفحات الويب. اعتبارًا من مايو 2018، هنالك 250 مليون مستخدم فريد للبرنامج.
ديسكورد هي خدمة الصوت عبر الإنترنت (VoIP) أمريكية، ورسائل فورية ومنصة توزيع رقمية مصممة لإنشاء مجتمعات. يتواصل المستخدمون من خلال المكالمات الصوتية ومكالمات الفيديو والرسائل النصية والوسائط والملفات في محادثات خاصة أو كجزء من مجتمعات تسمى «الخوادم». الخوادم تضم مجموعة من غرف الدردشة المستمرة وقنوات الدردشة الصوتية. يعمل ديسكورد على أنظمة تشغيل مايكروسوفت ويندوز وماك أو إس وأندرويد وآي أو إس وآي باد أو إس ولينكس ومتصفحات الويب. اعتبارًا من 21 يوليو 2019 ، هناك أكثر من 250 مليون مستخدم للبرنامج.

## التاريخ
جاء مفهوم الديسكورد من الرئيس التنفيذي جايسون سيترون، الذي أسس أوبن فينت «منصة ألعاب اجتماعية للألعاب المحمولة». في نهاية المطاف باع أوبن فينت إلي شخص يدعي بـ جري في عام 2011 مقابل 104 مليون دولار أمريكي، والّذي إستخدمه في العثور على هامر آند جيزل «استوديو تطوير ألعاب»، في عام 2012. والذي كان منتجها الأصلي فايتس فور إفر، اّلذي تم إصداره عام 2014، واّلذي يتوقع أن تكون سيترون أول لعبة MOBA على منصات الهواتف المحمولة، لكنها لم تكن ناجحة تجاريًا بسبب انخفاض شعبيتها.
وفقًا لـ سيترون، أثناء عملية التطوير، لاحظ مدى صعوبة عمل فريقه على تكتيكات في ألعاب مثل فاينل فانتسي 14 و ليغ أوف ليجيندز باستخدام برنامج الصوت عبر بروتوكول الإنترنت (VoIP) المتاح. أدى ذلك إلى قيام المطورين بتطوير خدمة دردشة مع التركيز على سهولة الاستخدام مع الحد الأدنى من التأثير على الأداء.
لتطوير ديسكورد، حصل هامر آند جيزل على تمويل إضافي من حاضنة يو ويبز9، والتي مولت أيضًا بدء تشغيل هامر آند جيزل، ومن بنشمارك كابيتال تينسنت.
تم إصدار ديسكورد علنًا في الثالث عشر من مايو 2015 تحت اسم المجال Discordapp.com. وفقًا لـ سيترون، لم يقوموا بأي خطوات محددة لاستهداف أي جمهور محدد، لكن ريديت كانت تستبدل روابط بروتوكول الدردشة عبر الإنترنت الخاصة بهم بروابط ديسكورد. أصبح ديسكورد مستخدمًا على نطاق واسع من قبل الرياضات الإلكترونية واللاعبين في دورات لان. وقد استفادت الشركة من العلاقات مع نشل اللافتات والمجتمعات سابريديت ل ديابلو و وورلد أوف ووركرافت.
في يناير 2016، جمعت ديسكورد مبلغًا إضافيًا قدره 20 مليون دولار أمريكي في التمويل بما في ذلك استثمار من وارنر ميديا. في عام 2019، باعت مجموعة وارنر ميديا للإستثمار حصتها حيث تم إغلاقها بعد استحواذ إيه تي آند تي على وارنر ميديا.
أعلنت مايكروسوفت في أبريل 2018 أنها ستوفر دعم ديسكورد لمستخدمي إكس بوكس لايف، مما يسمح لهم بربط حسابات ديسكورد وإكس بوكس لايف الخاصة بهم حتى يتمكنوا من الاتصال بقائمة أصدقاء إكس بوكس لايف الخاصة بهم من خلال ديسكورد.
في ديسمبر 2018، أعلنت الشركة أنها جمعت تمويلًا بقيمة 150 مليون دولار بقيمة ملياري دولار. قادت الجولة جرينوكس كابيتال بمشاركة من فيرستمارك وتينسنت وآي في بي وإندكس فينتشرز وشركاء فرص التكنولوجيا.
في مارس 2020، غيرت ديسكورد شعارها من «الدردشة للاعبين» إلى «الدردشة للمجتمعات والأصدقاء». كان هذا جزءًا من استجابتهم لزيادة المستخدمين نتيجة لوباء COVID-19، والذي تضمن أيضًا إدخال قوالب الخادم.
في أبريل 2020، تم تغيير اسم مستخدم ديسكورد على تويتر من ديسكورد آب إلى ديسكورد. في وقت لاحق من مايو 2020، غيرت ديسكورد مجالها الأساسي من Discordapp.com إلى Discord.com.
بدءًا من يونيو 2020، أعلنت ديسكورد أنها تحول التركيز بعيدًا عن خصوصية ألعاب الفيديو إلى عميل دردشة ودردشة متعدد الأغراض لجميع الوظائف، وكشف عن شعارها الجديد «مكانك للتحدث» وموقع ويب منقح. من بين التغييرات المخططة الأخرى تقليل عدد الألعاب التي يستخدمها في النكات داخل العميل، وتحسين تجربة المستخدم على متن الطائرة، وزيادة سعة الخادم وموثوقيته. أعلنت الشركة أنها تلقت 100 مليون دولار أمريكي في الاستثمارات للمساعدة في هذه التغييرات.

## المميزات

مميزات ديسكورد

تم إنشاء ديسكورد لإنشاء وإدارة المجتمعات الخاصة والعامة. يتيح للمستخدمين الوصول إلى الأدوات التي تركز على خدمات الاتصال مثل المكالمات الصوتية ومكالمات الفيديو وغرف الدردشة المستمرة والتكامل مع الخدمات الأخرى التي تركز على اللاعب إلى جانب القدرة العامة على إرسال رسائل مباشرة وإنشاء مجموعات شخصية. على الرغم من أن خدمات ديسكورد تبدو في البداية موجهة للاعبين فقط، إلا أنها جلبت في السنوات الأخيرة العديد من التحديثات الجديدة، مما يجعلها أكثر فائدة لعامة السكان.

### الخوادم
يتم تنظيم مجتمعات ديسكورد في مجموعات منفصلة من القنوات تسمى الخوادم. يمكن للمستخدمين إنشاء خوادم مجانًا وإدارة ظهورهم العام وإنشاء قنوات وفئات قنوات بحد أقصى 250.
بدءًا من أكتوبر 2017، يسمح ديسكورد لمطوري الألعاب والناشرين بالتحقق من خوادمهم. تحتوي الخوادم التي تم التحقق منها، مثل الحسابات التي تم التحقق منها على مواقع التواصل الاجتماعي، على شارات لتمييزها كمجتمعات رسمية. يتم الإشراف على الخادم الذي تم التحقق منه بواسطة فريق الإشراف الخاص بالمطور أو الناشر. تم تمديد التحقق لاحقًا في فبراير 2018 ليشمل فرق الرياضات الإلكترونية والفنانين الموسيقيين.
بحلول نهاية عام 2017، تم التحقق من حوالي 450 خادمًا.
يمكن للأعضاء مساعدة الخوادم في الحصول على امتيازات في 3 مستويات عبر ميزة «سيرفر بوست»، التي تفتح قنوات صوتية عالية الجودة والمزيد من فتحات الرموز التعبيرية وامتيازات أخرى. يمكن للمستخدمين شراء التعزيزات للخوادم مقابل 4.99 دولار شهريًا. يحصل مشتركو «ديسكورد نيترو» على تعزيزين و 30٪ خصم.

### القنوات
يمكن استخدام القنوات للدردشة الصوتية والبث المباشر أو للمراسلة الفورية ومشاركة الملفات. يمكن تخصيص الرؤية والوصول إلى القنوات للحد من الوصول من مستخدمين معينين، على سبيل المثال، يتطلب وضع علامة على قناة "NSFW" (غير آمنة للعمل) أن يؤكد المشاهدون لأول مرة أنهم تجاوزوا 18 عامًا وأنهم على استعداد لرؤية هذا المحتوى.
تدعم القنوات النصية بعض النص المنسق عبر مجموعة فرعية من صيغة ماركداون. يمكن أيضًا استخدام كتل التعليمات البرمجية مع تمييز خاص باللغة.

### رسالة مباشرة
تعمل الرسائل المباشرة في ديسكورد تمامًا مثل أي منصة اتصالات أخرى. أنها تسمح للأشخاص بإرسال الرسائل النصية ومشاركة الملفات والبث المباشر والاتصال بالآخرين بشكل خاص خارج الخوادم. ميزة إضافية في رسائل ديسكورد المباشرة هي القدرة على إنشاء مجموعات رسائل تصل إلى 10 مستخدمين. يعمل هذا بشكل مشابه للقناة النصية للخادم ولكنه يأتي مع اختلاف رئيسي واحد مثل يمكنك بدء مكالمة في وقت واحد لجميع الأعضاء في مجموعة الرسائل المباشرة (في الخوادم، يمكن للأشخاص فقط الانضمام إلى القنوات الصوتية ولكن لا يمكن الاتصال بهم).

### ملفات تعريف المستخدم
يسجل المستخدمون في ديسكورد باستخدام عنوان بريد إلكتروني ويجب عليهم إنشاء اسم مستخدم. للسماح لعدة مستخدمين باستخدام نفس اسم المستخدم، يتم تعيين رقم مكون من أربعة أرقام يسمى «أداة تمييز»، مسبوقة بـ «#»، والتي تتم إضافتها إلى نهاية اسم المستخدم الخاص بهم.
على كل من الخادم ومستوى المستخدم، يتيح ديسكورد للمستخدمين توصيلها بحساب تويتش أو حساب خدمة الألعاب الأخرى.
يمكن للمستخدمين تعيين صورة للملف الشخصي ويمكن للمشتركين في ديسكورد نيترو، وهو جزء من خطة تحقيق الدخل في ديسكورد، استخدام صور الملف الشخصي المتحركة.

### مكالمات الفيديو والتدفق
تمت إضافة مكالمات الفيديو ومشاركة الشاشة في أكتوبر 2017، مما سمح للمستخدمين بإنشاء مكالمات فيديو خاصة مع ما يصل إلى 10 مستخدمين،  زاد لاحقًا إلى 40 بسبب وباء كورونا.
في أغسطس 2019، تم توسيع هذا مع قنوات البث المباشر في الخوادم. يمكن للمستخدم مشاركة شاشتهم إذا اكتشف ديسكورد أنهم يلعبون لعبة ويمكن للآخرين في تلك القناة الانضمام إلى القناة لمشاهدة البث. في حين أن هذه الميزات تحاكي إمكانيات البث المباشر لمنصات مثل تويتش، فإن الشركة لا تخطط للتنافس مع هذه الخدمات، معتقدة أن هذه الميزات تستخدم بشكل أفضل من قبل المجموعات الصغيرة.

### التوزيع الرقمي
في أغسطس 2018، أطلقت ديسكورد إصدارًا تجريبيًا من واجهة متجر الألعاب، مما يسمح للمستخدمين بشراء مجموعة منسقة من الألعاب من خلال الخدمة. وسيشمل ذلك مجموعة مميزة من الألعاب «First on ديسكورد» يشهد مطوروها بمساعدة ديسكورد في إطلاقها، مما يمنح هذه الألعاب 90 يومًا من الخصوصية في سوق ديسكورد. سيحصل مشتركو ديسكورد نيترو أيضًا على إمكانية الوصول إلى مجموعة ألعاب دورية كجزء من اشتراكهم، مع ارتفاع سعر نيترو من 4.99 دولارات إلى 9.99 دولارًا في الشهر. كما تم إصدار خدمة أرخص تسمى «نيترو كلاسيك» لها نفس مزايا نيترو ولكنها لا تشمل الألعاب المجانية.
بعد إطلاق متجر إيبك غيمز ستورم، الذي تحدى واجهة متجر ستيم لشركة فالف من خلال اقتطاع 12٪ فقط من إيرادات اللعبة، أعلنت ديسكورد في ديسمبر 2018 أنها ستخفض خفض إيراداتها إلى 10٪.
لمزيد من الدعم للمطورين، بدءًا من مارس 2019، أعطى ديسكورد القدرة للمطورين والناشرين الذين يديرون خوادمهم الخاصة لتقديم ألعابهم من خلال قناة متجر مخصصة على خادمهم، مع إدارة ديسكورد معالجة الدفع والتوزيع. يمكن استخدام هذا، على سبيل المثال، لمنح مستخدمين محددين إمكانية الوصول إلى إصدارات ألفا وبيتا للعبة قيد التقدم كبديل للوصول المبكر.
في سبتمبر 2019، أعلنت ديسكورد أنها ستنهي خدمة الألعاب المجانية في أكتوبر 2019 حيث وجدوا أن عددًا قليلاً جدًا من الأشخاص يلعبون الألعاب المعروضة. لا تزال واجهة متجر ديسكورد الرقمية تعمل.

### ادوات المطورين
في ديسمبر 2016، قدمت الشركة جيم بريدج واجهة برمجة التطبيقات، والتي تتيح لمطوري الألعاب الاندماج مباشرة مع ديسكورد داخل الألعاب.
في كانون الأول (ديسمبر) 2017، أضافت ديسكورد مجموعة أدوات لتطوير البرمجيات تسمح للمطورين بدمج ألعابهم مع الخدمة، ويُطلق عليها «الحضور الثري». يُستخدم هذا التكامل بشكل شائع للسماح للاعبين بالانضمام إلى ألعاب بعضهم البعض من خلال ديسكورد أو لعرض معلومات حول تقدم اللعبة للاعب في ملف تعريف ديسكورد الخاص بهم. بحلول نهاية عام 2017، كان هناك حوالي 20 خادمًا يستخدمون ميزات «الحضور الغني».
يوفر ديسكورد أيضًا أدوات للمستخدمين لإنشاء روبوتات الإنترنت الخاصة بهم. هناك أدوات مثل ديسكورد.js  تسمح لمطوري برامج الروبوت بالتفاعل مع واجهة برمجة تطبيقات ديسكورد للتحكم في الروبوت الخاص بهم.
تتم استضافة وثائق مستودع جت الخاصة بواجهة برمجة تطبيقات ديسكورد على غيت هاب.

## بنية تحتية
يستخدم ديسكورد استعارات الخوادم والقنوات المشابهة لـ بروتوكول الدردشة عبر الإنترنت على الرغم من أن هذه الخوادم لا تتطابق مع الأجهزة التقليدية أو الخوادم الافتراضية بسبب طبيعتها الموزعة. هم بدلاً من ذلك كيانات قاعدة بيانات في خوادم ديسكورد.
تستخدم تطبيقات سطح المكتب والويب والأجهزة المحمولة ريأكت، باستخدام ريأكت نايتف على آي أو إس / آي باد أو إس أندرويد. عميل سطح المكتب مبني على إطار عمل إلكترون باستخدام تقنيات الويب، مما يسمح له بأن يكون متعدد المنصات ويعمل كتطبيق مثبت على أجهزة الكمبيوتر الشخصية.

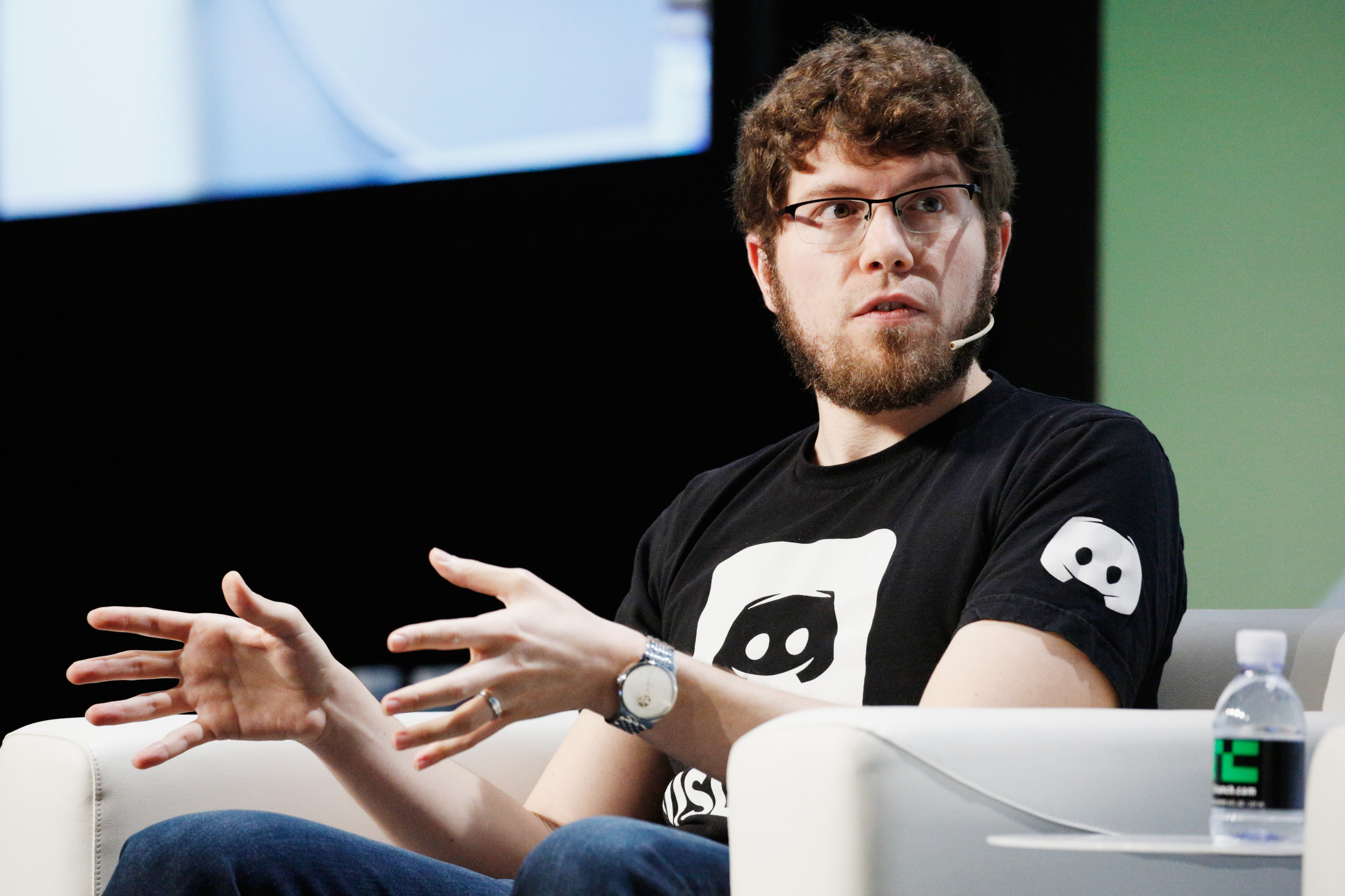
جيسون سيترون، المؤسس المشارك والرئيس التنفيذي لشركة ديسكورد، في تك كرانش 2018

تدعم جميع إصدارات العميل نفس مجموعة الميزات الأساسية؛ مشاركة الشاشة مع صوت سطح المكتب هي حصرية لـ ويندوز، وكذلك تنزيل الألعاب وتشغيلها من ديسكورد جيم ستور. تم تصميم ديسكورد خصيصًا للاستخدام أثناء اللعب، حيث يتضمن ميزات مثل وقت الاستجابة المنخفض وخوادم الدردشة الصوتية المجانية للمستخدمين والبنية التحتية للخادم المخصص. تمت إضافة دعم للمكالمات بين مستخدمين أو أكثر في تحديث بتاريخ 28 يوليو 2016.
البرنامج مدعوم من قبل أحد عشر مركز بيانات حول العالم للحفاظ على زمن الوصول مع العملاء منخفضًا.
يستخدم ديسكورد تنسيق أوبوس الصوتي، وهو عبارة عن زمن انتقال منخفض ومصمم لضغط الكلام.
تمت كتابة خلفية ديسكورد الخلفية في الغالب في إليكسير، بلغة برمجة بايثون،  بالإضافة إلى لغة رست،  ولغة غو، وأيضاً لغة سي++.

## تسييل
في حين أن البرنامج نفسه لا يأتي بدون تكلفة، فقد بحث المطورون في طرق استثماره، مع خيارات محتملة تشمل خيارات التخصيص المدفوعة مثل الرموز التعبيرية أو الملصقات. صرح المطورون أنه بينما سيبحثون عن طرق لتحقيق الدخل من البرنامج، فإنه لن يفقد ميزاته الأساسية أبدًا.
في يناير 2017، تم إصدار أول اشتراك مدفوع وميزات مع «ديسكورد نيترو كلاسيك» (تم إصداره في الأصل باسم «ديسكورد نيترو»). لقاء رسوم الاشتراك الشهري من $ 4.99، يمكن للمستخدمين الحصول على الرسوم المتحركة الرمزية، واستخدام العرف و / أو الرسوم المتحركة  رموز تعبيرية عبر كافة الملقمات (يمكن للمستخدمين غير نيترو فقط استخدام الرموز التعبيرية مخصصة على الخادم التي تمت إضافتها إلى)، وزيادة الحد الأقصى حجم الملف عند تحميل الملف (من 8 ميجا بايت إلى 50 ميجا بايت)، والقدرة على مشاركة الشاشة بدقة أعلى، والقدرة على اختيار أداة التمييز الخاصة بهم (من # 0001 إلى # 9999) وشارة ملف تعريف فريدة. في أكتوبر 2018، تم تغيير اسم «ديسكورد نيترو» إلى «ديسكورد نيترو كلاسيك» مع طرح الإصدار الجديد «ديسكورد نيترو»، والذي تكلف 9.99 دولارًا أمريكيًا وشمل الوصول إلى الألعاب المجانية من خلال متجر ألعاب ديسكورد. تم إهداء المشتركين الشهريين في «ديسكورد نيترو كلاسيك» وقت طرح متجر ألعاب ديسكورد بـ «ديسكورد نيترو»، والذي يستمر حتى 1 يناير 2020، كما تم إهداء مشتركي «ديسكورد نيترو كلاسيك» سنويًا بـ «ديسكورد نيترو» حتى 1 يناير 2021.
بدأت ديسكورد اختبار الملصقات الرقمية على منصتها في أكتوبر 2020 للمستخدمين في كندا. تكلف معظم الملصقات ما بين 1.50 دولارًا أمريكيًا و 2.25 دولارًا أمريكيًا وهي جزء من إستراتيجية تحقيق الدخل في ديسكورد. تلقى مشتركو ديسكورد نيترو حزمة ملصقات مجانية بعنوان واتساب وامبس تركز على تميمة ديسكورد، وانبس.

## استقبال
بحلول يناير 2016، أفاد هامر آند جيزل أن ديسكورد تم استخدامه من قبل 3 ملايين شخص، مع نمو مليون شهريًا، ليصل إلى 11 مليون مستخدم في يوليو من ذلك العام. بحلول ديسمبر 2016، ذكرت الشركة أن لديها 25 مليون مستخدم حول العالم. بحلول نهاية عام 2017، اجتذبت الخدمة ما يقرب من 90 مليون مستخدم، مع ما يقرب من 1.5 مليون مستخدم جديد كل أسبوع. مع الذكرى الثالثة للخدمة، ذكرت ديسكورد أن لديها 130 مليون مستخدم مسجل فريد. لاحظت الشركة أنه بينما يتم استخدام الجزء الأكبر من خوادمها للأغراض المتعلقة بالألعاب، فقد تم إنشاء عدد صغير من قبل المستخدمين للأنشطة غير المتعلقة بالألعاب، مثل تداول الأسهم وكرة القدم الخيالية ومجموعات المصالح المشتركة الأخرى.
في مايو 2016، بعد عام واحد من إصدار البرنامج، وصف توم ماركس، الذي يكتب لـ بي سي غيمر، ديسكورد بأنه أفضل خدمة VoIP متاحة. أشاد لايف هاكر بواجهة ديسكورد وسهولة الاستخدام وتوافق النظام الأساسي.
في مايو 2019، أفادت ديسكورد أن لديها ما لا يقل عن 250 مليون مستخدم مسجل عبر منصات الويب والهواتف المحمولة الخاصة بها. كان يستخدمه 56 مليون شخص كل شهر، ويرسل ما مجموعه 25 مليار رسالة شهريًا. بحلول يونيو 2020، أبلغت الشركة عن وجود 100 مليون مستخدم نشط كل شهر.

## الخلافات
واجه ديسكورد مشاكل مع السلوك العدائي وإساءة الاستخدام داخل الدردشات، مع «مداهمات» بعض مجتمعات خوادم الدردشة (الاستيلاء على الخادم من قبل عدد كبير من المستخدمين) من قبل مجتمعات أخرى. يتضمن ذلك الإغراق بالمواضيع المثيرة للجدل المتعلقة بالعرق والدين والسياسة والمواد الإباحية. صرحت ديسكورد أن لديها خططًا لتنفيذ تغييرات من شأنها «تخليص منصة القضية».
لحماية مستخدميها وخدماتها بشكل أفضل منذ هذه الأحداث، نفذت ديسكورد فريق ثقة وأمان يكون قيد الاتصال على مدار الساعة لمراقبة الخوادم والرد على التقارير. يتضمن ذلك التعامل مع مضايقات المستخدم، والخوادم التي تنتهك شروط خدمة ديسكورد، وحماية الخوادم من «الإغارة» والبريد العشوائي من قبل المستخدمين الضارين أو برامج الروبوت. في حين أنهم لا يراقبون الرسائل بشكل مباشر، يمكن لفريق الثقة والأمان تحديد النشاط الضار من أنماط استخدام الخدمة و / أو التقارير التي ينشئها المستخدم  واتخاذ الخطوات المناسبة، بما في ذلك التحقيق الأكثر تفصيلاً، للتعامل مع الأمر. تخطط الخدمة لتوسيع هذا الفريق مع استمرارهم في اكتساب مستخدمين جدد.
اكتسبت ديسكورد شعبية مع بديل اليمين بسبب الاسم المستعار والخصوصية التي توفرها خدمة ديسكورد. قال المحلل كيجان هانكس من مركز قانون الفقر الجنوبي: «إنه أمر لا مفر منه أن تكون قائدًا في هذه الحركة [اليمين البديل] دون المشاركة في ديسكورد». في أوائل عام 2017، ذكر الرئيس التنفيذي جيسون سيترون أن ديسكورد كانت على علم بهذه المجموعات وخوادمها. وذكر سيترون أنه سيتم إغلاق الخوادم التي تم اكتشاف تورطها في أنشطة غير قانونية أو انتهاكات لشروط الخدمة، لكنها لم تكشف عن أي أمثلة.
في أعقاب الأحداث العنيفة التي وقعت خلال مسيرة اتحدوا اليمين في شارلوتسفيل، فيرجينيا، في 12 أغسطس 2017، تبين أن ديسكورد قد تم استخدامه لتخطيط وتنظيم التجمع القومي الأبيض. وشمل ذلك مشاركة ريتشارد سبنسر وأندرو أنجلين، شخصيات رفيعة المستوى في الحركة. ردت ديسكورد بإغلاق الخوادم التي تدعم اليمين البديل واليمين المتطرف، وحظر المستخدمين الذين شاركوا. أدان المسؤولون التنفيذيون في ديسكورد «تفوق البيض» و «النازية الجديدة»، وقالوا إن هذه الجماعات «غير مرحب بها في الفتنة». عملت ديسكورد مع مركز قانون الفقر الجنوبي لتحديد المجموعات البغيضة التي تستخدم ديسكورد وحظر تلك المجموعات من الخدمة. منذ ذلك الحين، تم إغلاق العديد من خوادم النازيين الجدد واليمين البديل من قبل ديسكورد، بما في ذلك الخوادم التي تديرها مجموعة قسم الاتوموافيين (الاسلحة النووية) الإرهابية النازية الجديدة، وحركة المقاومة الشمالية، ومسيرة ايرون، ودوماس الأوروبي.
في يناير 2018، ذكرت ذا ديلي بيست أنها عثرت على العديد من خوادم ديسكورد التي كانت تعمل على وجه التحديد في توزيع مواد إباحية انتقامية وتسهيل المضايقات في العالم الحقيقي لضحايا هذه الصور ومقاطع الفيديو. تتعارض هذه الإجراءات مع شروط خدمة ديسكورد وإغلاق ديسكورد للخوادم والمستخدمين المحظورين الذين تم تحديدهم من هذه الخوادم، لكن سهولة إنشاء حسابات وخوادم جديدة تسمح لمثل هذه الخوادم بالاستمرار في الانتشار.
في يوليو 2018، قامت ديسكورد بتحديث شروط الخدمة لحظر المواد الإباحية المرسومة مع الأشخاص دون السن القانونية. حركة على مواقع التواصل الاجتماعي  انتقد فيما بعد ديسكورد لأنه سمح بشكل انتقائي بمحتوى «شبل»، أو عمل فني فروي إباحي دون السن القانونية، بموجب نفس الإرشادات. اعتبر فريق الاعتدال في الخلاف أن «شبل الإباحية» كان منفصلاً عن لوليكون وشوتاكون، لأنه «مسموح به طالما تم وضع علامة عليه بشكل صحيح». بعد العديد من الشكاوى من المجتمع، قامت ديسكورد بتعديل إرشاداتها المجتمعية في فبراير 2019 لتشمل «الحيوانات غير البشرية والمخلوقات الأسطورية طالما أنها تبدو قاصرة» في قائمة الفئات المحظورة، بالإضافة إلى الإعلان عن تقارير الشفافية الدورية لتحسين التواصل مع المستخدمين.
في مارس 2019، نشرت المجموعة الإعلامية يونيكورن ريوت محتويات خادم ديسكورد الذي استخدمه العديد من أعضاء الجماعة القومية البيضاء وأيدنتتي إفروبا الذين كانوا أيضًا أعضاء في القوات المسلحة الأمريكية.
في كانون الثاني (يناير) 2021، بعد يومين من اقتحام مبنى الكابيتول في الولايات المتحدة في عام 2021، حذفت ديسكورد الخادم المؤيد لدونالد ترامب "دونالد"، نظرًا لارتباطه الصريح بمنتدى على الإنترنت يُستخدم للتحريض على العنف، والتخطيط لانتفاضة مسلحة في الولايات المتحدة، ونشرت معلومات مضللة ضارة تتعلق بتزوير الانتخابات الأمريكية لعام 2020 "، مع نفي أن يكون للخادم أي صلة مباشرة بالهجوم على مبنى الكابيتول. وقد استخدمت من قبل خادم أعضاء سابقين في ص / دونالد ريديت، التي رديت قد حذف عدة أشهر. سبق أن أجبر ديسكورد الخادم على حذف جميع القنوات حتى تنتهي الانتخابات.

## وصلات خارجية
- ديسكورد على موقع Google Play (الإنجليزية)
- الموقع الرسمي